# Rasmus Mogensen
Rasmus Mogensen (* 1974 in Kopenhagen, Dänemark) ist ein dänischer Fotograf, der vor allem für seine Modefotografie bekannt ist.

## Leben
Rasmus Mogensen hatte mit 17 Jahren seine erste Foto-Ausstellung in der Gallery Photografica, Kopenhagen. Er arbeitete zunächst als Fotoassistent in Kopenhagen, ehe er über New York nach Paris gelangte, seinem derzeitigen Wohnsitz.

## Werk
Rasmus gilt heute als einer der großen Modefotografen, er inszenierte Foto-Shootings für diverse Landesausgaben der Vogue, der französischen Elle und Marie Claire. Neben den Modeaufnahmen für Zeitschriften wird er oft für Werbekampagnen gebucht.

## Ausstellungen
- 2005 – Contrasting Beauty in Berlin, Hamburg